# Brodek (rybník)
Rybník Brodek je rybník o rozloze vodní plochy 2,79 ha nalézající se na bezejmenném potoce, přítoku říčky Kněžmostka asi 0,5 km západně od centra obce Soleček, místní části města Kněžmost v okrese Mladá Boleslav. Po hrázi rybníka prochází silnice III. třídy č. 2684 vedoucí u Kněžmostu do vesnice Lítkovice.
Rybník je využíván pro chov ryb. U rybníka se nalézají další dva rybníky - Lomenďák a Havránek.

## Galerie

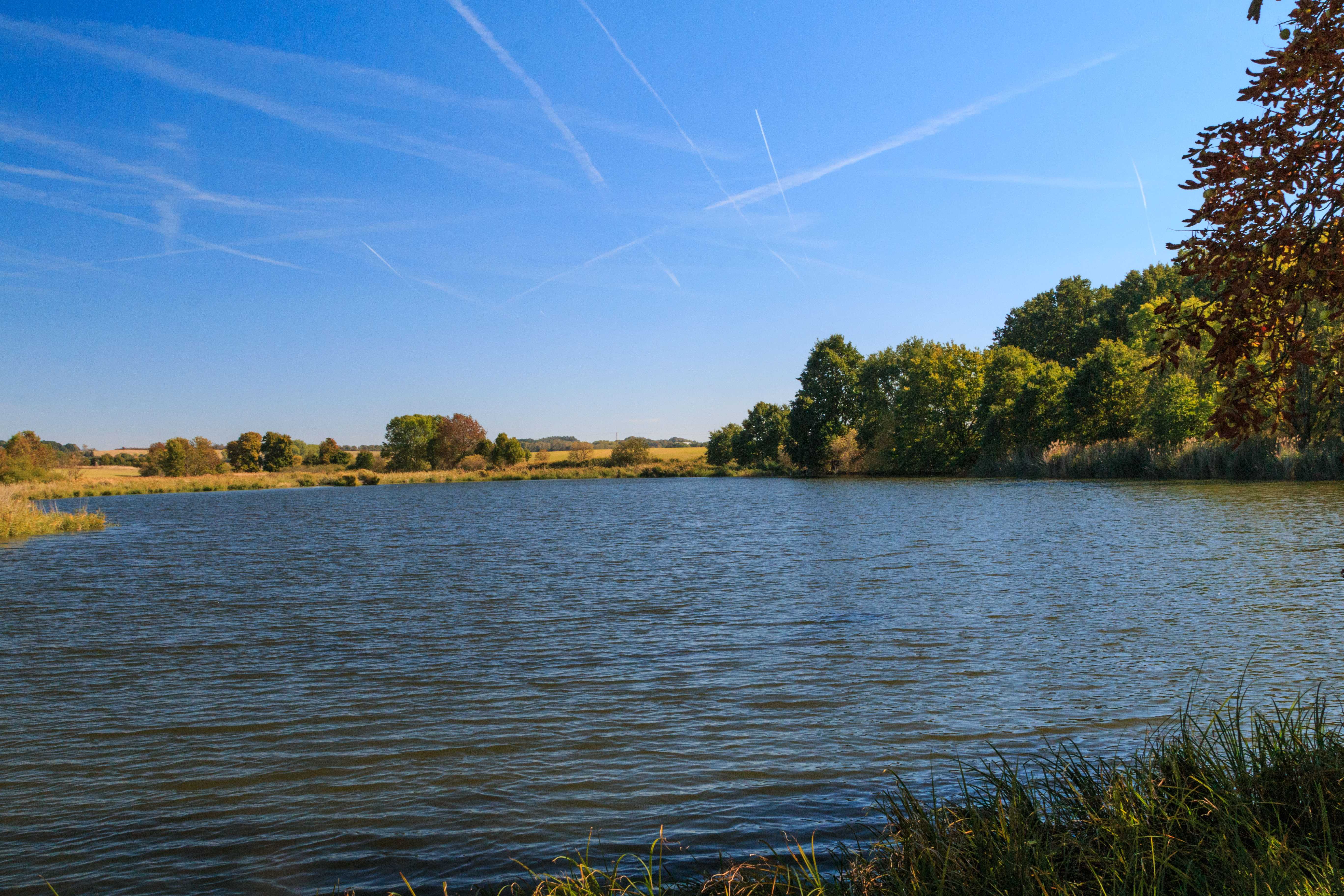
pohled na rybník Brodek u Solečku
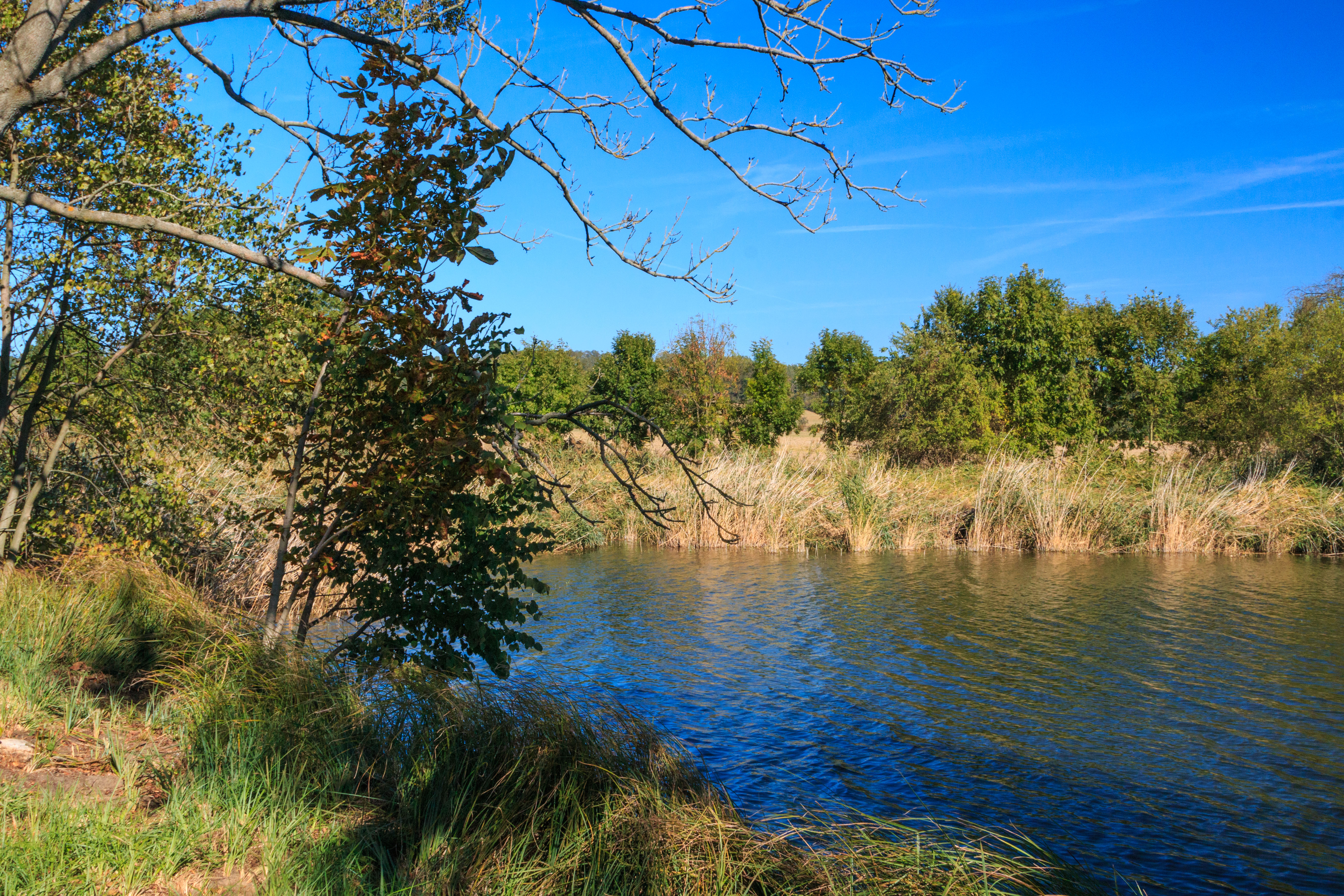
pohled na rybník Brodek u Solečku
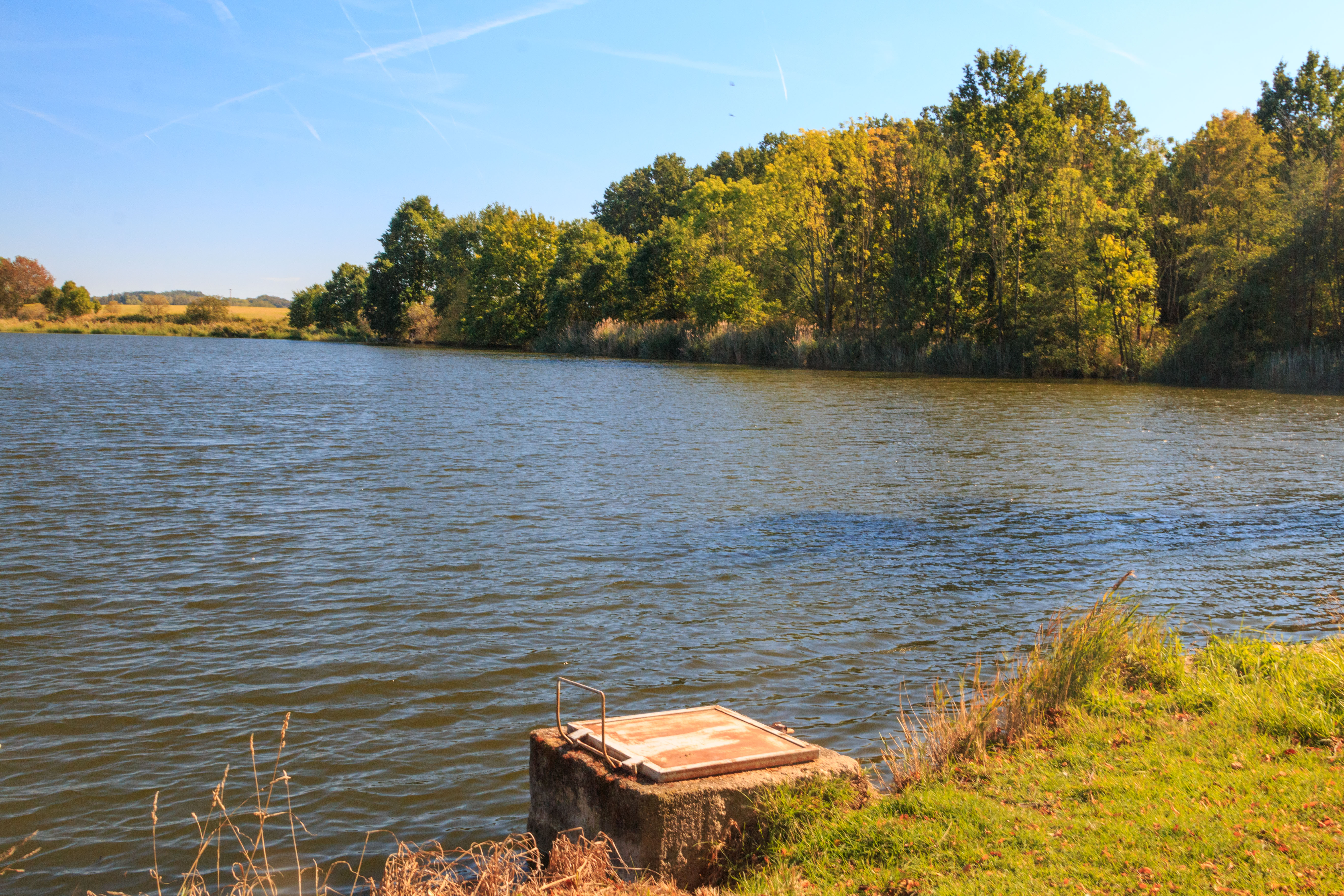
pohled na rybník Brodek u Solečku
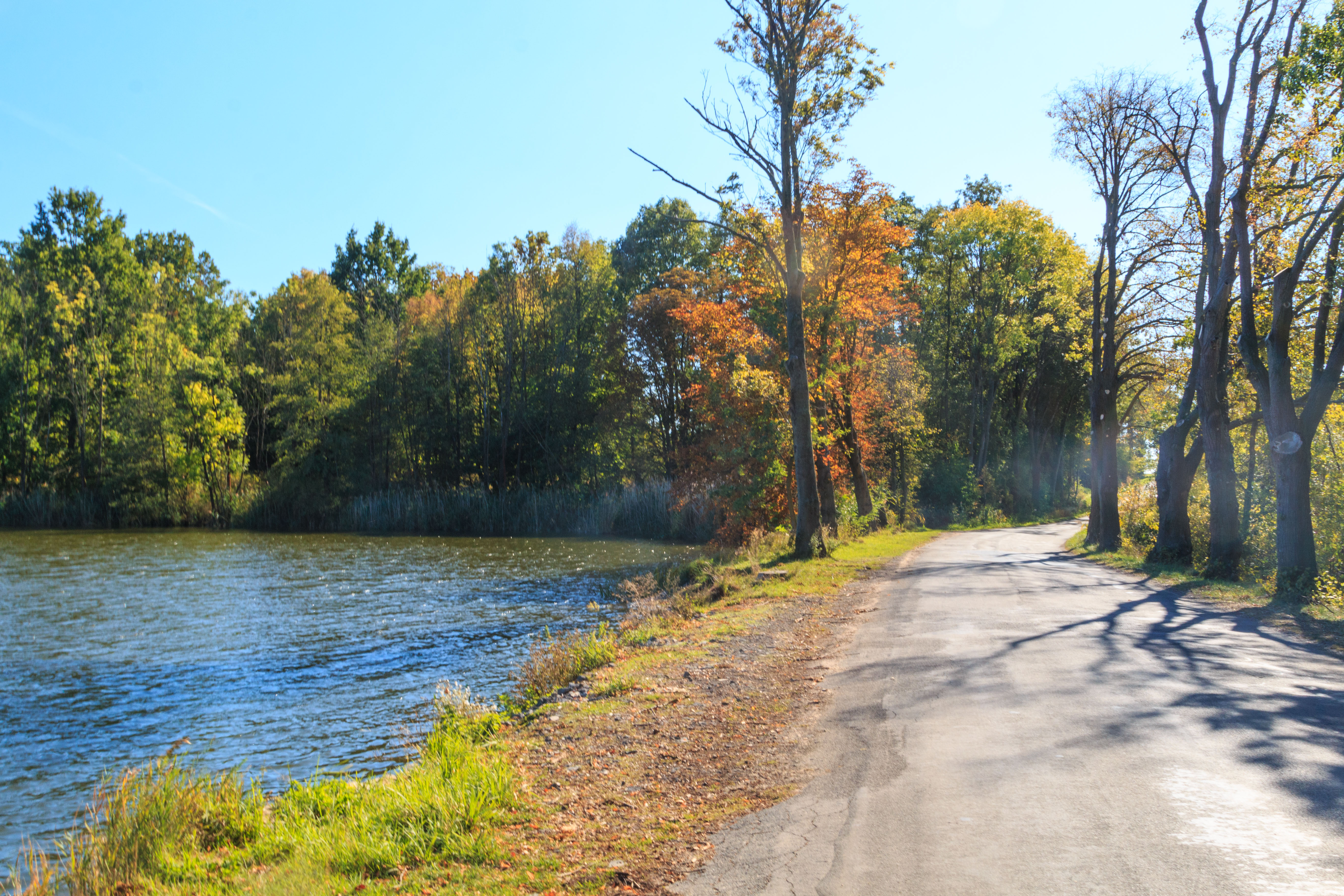
pohled na rybník Brodek u Solečku